# Physospermum cornubiense
Espèce
Classification phylogénétique
Physospermum cornubiense, le Physosperme de Cornouailles, est une espèce de plantes à fleurs de la famille des Apiacées.